# Cinnamomum wilsonii
Cinnamomum wilsonii Gamble – gatunek rośliny z rodziny wawrzynowatych (Lauraceae Juss.). Występuje naturalnie w południowych Chinach – w prowincjach Shaanxi, Syczuan, Hubei, Hunan, Guangdong i Jiangxi oraz w regionie autonomicznym Kuangsi. 

## Morfologia
PokrójZimozielone drzewo dorastające do 25 m wysokości. Gałęzie mają czarnobrunatną barwę.
LiścieNaprzemianległe lub naprzeciwległe. Mają kształt od owalnego do podłużnie owalnego. Mierzą 8–18 cm długości oraz 3,5 cm szerokości. Są nagie, skórzaste. Nasada liścia jest zaokrąglona. Blaszka liściowa jest o spiczastym wierzchołku. Ogonek liściowy jest nagi i dorasta do 10–15 mm długości.
KwiatySą niepozorne, obupłciowe, zebrane po kilka w wiechy o lekko owłosionych osiach, rozwijają się w kątach pędów. Pojedyncze kwiaty mają długość 6–7 mm. Są owłosione i mają białą barwę.

## Biologia i ekologia
Rośnie w gęstych lasach oraz na brzegach rzek. Występuje na wysokości od 800 do 2400 m n.p.m. Kwitnie od kwietnia do maja, natomiast owoce dojrzewają od czerwca do sierpnia. 

## Zastosowanie
Zmielona kora tego gatunku jest stosowana w medycynie tradycyjnej w leczeniu urazów, dreszczy i bólów brzucha. Liściaste gałęzie zawierają olejek eteryczny używany do aromatyzowania żywności oraz mydła.